# Höljberget
Höljberget är ett naturreservat i Torsby kommun i Värmlands län.
Området är naturskyddat sedan 1996 och är 72 hektar stort. Reservatet omfattar ett berget med detta namn och består av område vid nedre delen av Husmansknölen och består av naturskog med mycket gran.